# Lex Villonensis
Die Lex Villonensis ist das flavische Stadtrecht der antiken hispanischen Stadt Villo (oder Villona bzw. Villonum), das vermutlich unter Kaiser Domitian in den Jahren 81 bis 96 n. Chr. verliehen worden war. Das Stadtrecht umfasste ursprünglich elf Tafeln gegliedert in zwei Spalten, von denen nur noch etwa 20 einzelne Fragmente von beiden Spalten der Tafel VIII sowie zwei Stücke vermutlich von Tafel III erhalten sind. Der Text stimmt bis auf einzelne Zahlen, den Ortsnamen, einigen Abkürzungen sowie Variationen der Orthographie wörtlich mit denen der Lex Irnitana und der Lex Malacitana sowie der Lex Salpensana überein. Er gibt Teile der Rubriken 27 und 28 sowie der Rubriken 68 bis 70 und die Überschrift der Rubrik 71 bruchstückhaft wieder und nennt den Namen Villonensis an mindestens drei verschiedenen Stellen.
Ein Teil der Fragmente lagert im Archäologischen Museum von Sevilla. Eine Transkription ist online verfügbar.

## Beschreibung
- Material: Bronze
- einzelne Fragmente maximal etwa 8 cm auf 12 cm breit bzw. hoch
- geschätzte Gesamtbreite der Tafel: 60 cm
- geschätzte Gesamthöhe der Tafel: 96 cm
- Dicke: 0,6 cm bis 0,7 cm

Der Text war in zwei Spalten angeordnet. Die Höhe der Buchstaben beträgt 6 mm, der Abstand der Zeilen etwa 3 mm. Zwei Fragmente zeigen, dass der linke und rechte Rand etwa 8 cm bis 9 cm breit war.

## Entdeckung

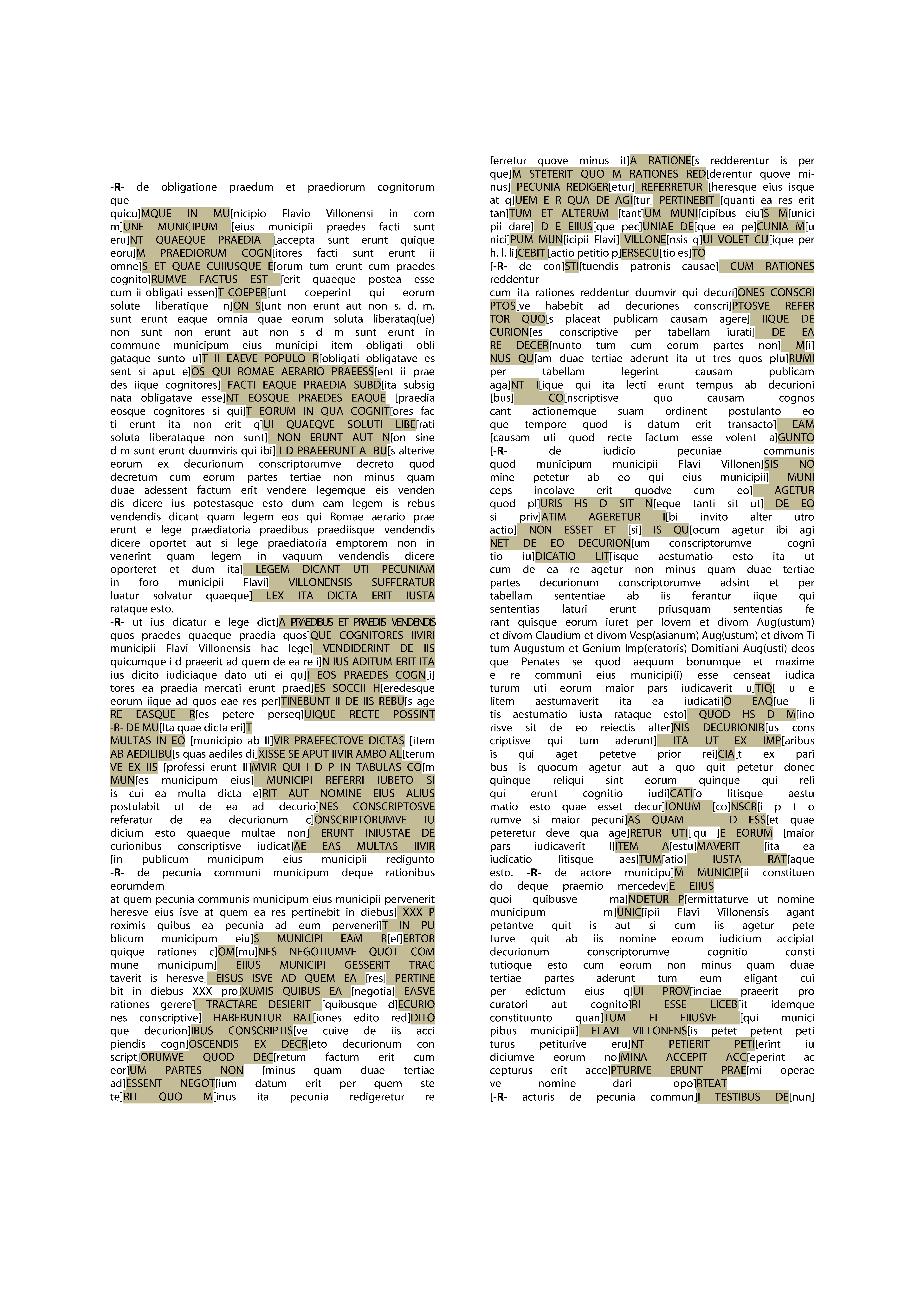
Verteilung der Fragmente im transkribierten Text

Nach der Veröffentlichung der Lex Irnitana ab 1982 konnten bereits bekannte Bronze-Fragmente mit lateinischen Inschriften in Museen und Publikationen auf textuelle Übereinstimmungen mit dieser Lex Flavia municipalis untersucht werden, um weitere Kopien des flavischen Stadtrechts anderer Gemeinden aufzuspüren.
Der älteste Fund, der heute als zur Lex Villonensis gehörend betrachtet wird, wurde 1896 von Antoine Héron de Villefosse beschrieben. 1964 publizierte Álvaro D'Ors ein anderes Fragment im Zusammenhang mit der Lex Ursonensis. Vier weitere Fragmente wurden 1983 bei Grabungen 7 km südlich von La Puebla de Cazalla bei Sevilla und 2,5 km in gerader Linie vom Fluss Corbones auf der Farm 'Rancho de la Estacada' entdeckt und von Julián González sowie D'Ors publiziert. Die fehlerhafte Zuordnung dieser Fragmente zu einer konstatierten 'Lex Basilipponensis' beruhte auf der Lesung der Buchstabenfolge ]. . . ONE[ als ]LIPONE[ in Basi]lipone[nsis statt ]ILLONE[ in V]illone[nsis. Die Fragmente werden zum Teil auch weiterhin in Epigraphischen Datenbanken unter diesem historischen Fundort geführt.
Diese Fragmente sowie weitere aus dem Bestand des Archäologischen Museums in Sevilla wurden 1991 durch dessen Direktor Fernando Fernández Gómez erneut zusammengefasst und neu veröffentlicht. Weitere Stücke wurden später identifiziert, zum Beispiel 1994 durch Umberto Laffi und 2002 durch Antonio Caballos Rufino und Fernando Fernández Gómez.

## Inhalt
Inhaltlich wie textuell stimmen die fragmentarisch erhaltenen Rubriken 27 und 28 sowie 63 bis 70 bzw. 71 mit denen der Lex Irnitana überein. Die Rubriken sind nicht nummeriert.

## Leseprobe
| (LA) 56 -R- de pecunia communi municipum deque rationibus 57 eorumdem 58 At quem pecunia communis municipum eius municipii pervenerit 59 heresve eius isve at quem ea res pertinebit in diebus XXX 60 proximis quibus ea pecunia ad eum perveneriT IN PV 61 blicum municipum eiuS MVNICIPII EAM RefERTOR 62 quique rationes cOMmuNES NEGOTIVMVE QVOT COM 63 mune municipum EIIUS MVNICIPII GESSERIT TRAC 64 taverit is heresve EISVS ISVE AD QVEM EA res PERTINE 65 bit in diebus XXX proXVMIS QVIBVS EA negotia EASVE 66 rationes gerere TRACTARE DESIERIT quibusque dECURIO 67 nes conscriptive HABEBVNTVR RATiones edito redDITO 68 que decurionIBVS CONSCRIPTISve cuive de i(i)s acci- 69 piendis cognOSCENDIS EX DECReto decurionum con- 70 scriptORVMVE QVOD DECretum factum erit cum 71 eorVM PARTES NON minus quam duae tertiae 72 adESSENT NEGOTium datum erit. Per quem ste- 73 teRIT QVO Minus ita pecunia redigeretur 1 referretur quove minus itA RATIONEs redderentur is 2 queM STETERIT QVO Minus RATIONES REDderentur quove mi- 3 nus PECVNIA REDIGERetur REFERRETVR heresque eius isque 4 at qVEM E R QVA DE AGItur PERTINEBIT quanti ea res erit 5 tanTUM ET ALTERVM tantUM MVNIcipibus eiuS Munici- 6 pii dare D E EIIVSque pecVNIAE DEque ea peCVNIA Mu- 7 niciPVM MVNicipii Flavi VILLONEnsis qVI VOLET CVique per 8 h. l. liCEBIT actio petitio pERSECVtio esTO. | (DE) 56 Rubrik. Über das Geld der Bürger und die Berichte 57 darüber. 58 An wen Geld der Bürger dieser Gemeinde gelangt, 59 dessen Erbe oder an wen es gelangt, es ist innerhalb von 30 Tagen 60 nachdem dieses Geld an ihn gelangt ist, an die Gemeinde- 61 kasse der Bürger zurückzugeben. 62 Wer <Geld->Geschäfte für die Gemeinde oder -Verhandlungen 63 für die Bürger dieser Gemeinde geführt hat, 64 dessen Erbe oder an wen es gelangt ist, 65 es ist 30 Tage nach Beendigung der Verhandlungen 66 oder Geschäfte, wenn die Gemeinderä- 67 te sich versammeln, ein Bericht vorzulegen bei dem, 68 den die Gemeinderäte bestimmt haben, ihn entge- 69 gen und zur Kenntnis zu nehmen, gemäß einem Dekret 70 der Gemeinderäte, welches beschlossen wurde, als 71 anteilig nicht weniger als zwei Drittel 72 anwesend waren. Wer dafür verantwortlich ist, 73 dass das Geld nicht zurückgegeben wird (Spaltenwechsel) 1 oder der Rechenschaftsbericht nicht vorgelegt wird 2 {wer dafür verantwortlich ist, dass der Rechenschaftsbericht oder 3 das Geld nicht abgegeben wird}, sein Erbe oder an 4 wen es gelangt, ist soviel es wert ist 5 und noch einmal soviel den Bürgern der Gemeinde 6 schuldig und dieses Geld kann jeder Bürger 7 des municipium flavi Villonensis, der will und kraft 8 diesen Gesetzes dazu in der Lage ist, einfordern und -klagen und vollstrecken lassen. |
| (Der ORIGINALTEXT der Lex Villonensis mit den vermuteten Textergänzungen anhand der Lex Irnitana, Rubrik 67, sowie eine freie Übersetzung. Ab Zeile 2 der Spalte B beginnend mit M STETERIT QVO M befindet sich das Fragment, das 1896 veröffentlicht wurde; In Zeile 7 der Spalte B ist die kritische Stelle ]. . . ONE[ zu erkennen, die heute als V]ILLONE[nensis interpretiert wird.) | |

## Bestand im Archäologischen Museum Sevilla
Als Inventarnummern im Archäologischen Museum Sevilla wurden 11.135, 1982/150, 1990/66 bis 1990/84 und 1990/141 veröffentlicht. Sie sind zurzeit nicht über die online-Suche der spanischen Museen verfügbar (Stand März 2016).